# Copa Super 8 de Basquete de 2018
A Copa Super 8 de Basquete de 2018, ou simplesmente Copa Super 8 de 2018, foi a primeira edição da Copa Super 8, organizada pela Liga Nacional de Basquete. A competição foi criada oficialmente em novembro de 2018 e foi disputada no período de hiato entre o primeiro e o segundo turno do Novo Basquete Brasil temporada 2018-19.
O Flamengo sagrou-se campeão, após derrotar o Franca por 79 a 75.

## Regulamento
Após o término do primeiro turno do NBB, foi feito o cruzamento olímpico entre as oito melhores equipes: 1º x 8º, 2º x 7º, 3º x 6º e 4º x 5º. Ao todo, sete partidas eliminatórias foram realizadas (quatro de quartas de final, duas semifinais e uma final). O campeão garantiu uma vaga para a Champions League Américas 2019-20. As partidas foram sediadas na casa das equipes de melhor campanha.

## Participantes
| Equipe          | Cidade              | Estado |
| --------------- | ------------------- | ------ |
| Botafogo        | Rio de Janeiro      | RJ     |
| Flamengo        | Rio de Janeiro      | RJ     |
| Franca          | Franca              | SP     |
| Minas           | Belo Horizonte      | MG     |
| Mogi das Cruzes | Mogi das Cruzes     | SP     |
| Paulistano      | São Paulo           | SP     |
| Pinheiros       | São Paulo           | SP     |
| São José        | São José dos Campos | SP     |

### Classificação do 1º turno do NBB 2018–19
| Pos | Times             | %    | Pts | J  | V  | D  | C   | F   | PF   | PS   | SP   | Classificação ou eliminação               |
| --- | ----------------- | ---- | --- | -- | -- | -- | --- | --- | ---- | ---- | ---- | ----------------------------------------- |
| 1   | Franca            | 84.6 | 24  | 13 | 11 | 2  | 5-1 | 6-1 | 1140 | 1025 | 115  | Classificados para a Copa Super 8 de 2018 |
| 2   | Pinheiros         | 76.9 | 23  | 13 | 10 | 3  | 5-2 | 5-1 | 1070 | 990  | 80   | Classificados para a Copa Super 8 de 2018 |
| 3   | Flamengo          | 76.9 | 23  | 13 | 10 | 3  | 5-1 | 5-2 | 1054 | 917  | 137  | Classificados para a Copa Super 8 de 2018 |
| 4   | Mogi das Cruzes   | 69.2 | 22  | 13 | 9  | 4  | 5-2 | 4-2 | 1146 | 1066 | 80   | Classificados para a Copa Super 8 de 2018 |
| 5   | Paulistano        | 69.2 | 22  | 13 | 9  | 4  | 6-1 | 3-3 | 1066 | 1031 | 35   | Classificados para a Copa Super 8 de 2018 |
| 6   | Minas             | 46.2 | 19  | 13 | 6  | 7  | 5-2 | 1-5 | 1014 | 1018 | –4   | Classificados para a Copa Super 8 de 2018 |
| 7   | Botafogo          | 46.2 | 19  | 13 | 6  | 7  | 4-2 | 2-5 | 980  | 1029 | –49  | Classificados para a Copa Super 8 de 2018 |
| 8   | São José          | 38.5 | 18  | 13 | 5  | 8  | 3-3 | 2-5 | 1043 | 1065 | –22  | Classificados para a Copa Super 8 de 2018 |
| 9   | Corinthians       | 38.5 | 18  | 13 | 5  | 8  | 3-3 | 2-5 | 1023 | 1032 | –9   |                                           |
| 10  | Basquete Cearense | 38.5 | 18  | 13 | 5  | 8  | 5-2 | 0-6 | 923  | 956  | –33  |                                           |
| 11  | AABJ-Joinville    | 30.8 | 17  | 13 | 4  | 9  | 2-4 | 2-5 | 1008 | 1070 | –62  |                                           |
| 12  | Vasco da Gama     | 30.8 | 17  | 13 | 4  | 9  | 2-5 | 2-4 | 931  | 1053 | –122 |                                           |
| 13  | Bauru             | 30.8 | 17  | 13 | 4  | 9  | 3-4 | 1-5 | 976  | 1025 | –49  |                                           |
| 14  | Universo/Brasília | 23.1 | 16  | 13 | 3  | 10 | 2-4 | 1-6 | 1019 | 1116 | –97  |                                           |

## Confrontos
Negrito - Vencedor das séries

Itálico - Time com vantagem de mando de quadra

|  | Quartas de final | Quartas de final | Quartas de final |            |    | Semifinais | Semifinais | Semifinais |  |  | Final | Final | Final |  |
|  |                  |                  |                  |            |    |            |            |            |  |  |       |       |       |  |
|  | 1º               | Franca           | 81               |            |    |            |            |            |  |  |       |       |       |  |
|  | 1º               | Franca           | 81               |            |    |            |            |            |  |  |       |       |       |  |
|  | 8º               | São José         | 71               |            |    |            |            |            |  |  |       |       |       |  |
|  | 8º               | São José         | 71               |            | 1º | Franca     | 79         |            |  |  |       |       |       |  |
|  |                  |                  |                  |            | 1º | Franca     | 79         |            |  |  |       |       |       |  |
|  |                  |                  | 5º               | Paulistano | 67 |            |            |            |  |  |       |       |       |  |
|  | 4º               | Mogi das Cruzes  | 5º               | Paulistano | 67 | 72         |            |            |  |  |       |       |       |  |
|  | 4º               | Mogi das Cruzes  |                  |            |    |            |            |            |  |  |       |       |       |  |
|  | 5º               | Paulistano       | 75               |            |    |            |            |            |  |  |       |       |       |  |
|  | 5º               | Paulistano       | 75               |            | 1º | Franca     | 75         |            |  |  |       |       |       |  |
|  |                  |                  |                  |            |    |            |            |            |  |  |       |       |       |  |
|  |                  |                  | 3º               | Flamengo   | 79 |            |            |            |  |  |       |       |       |  |
|  | 3º               | Flamengo         | 3º               | Flamengo   | 79 | 92         |            |            |  |  |       |       |       |  |
|  | 3º               | Flamengo         |                  |            |    |            |            |            |  |  |       |       |       |  |
|  | 6º               | Minas            | 74               |            |    |            |            |            |  |  |       |       |       |  |
|  | 6º               | Minas            | 74               |            | 3º | Flamengo   | 99         |            |  |  |       |       |       |  |
|  |                  |                  |                  |            | 3º | Flamengo   | 99         |            |  |  |       |       |       |  |
|  |                  |                  | 7º               | Botafogo   | 88 |            |            |            |  |  |       |       |       |  |
|  | 2º               | Pinheiros        | 7º               | Botafogo   | 88 | 74         |            |            |  |  |       |       |       |  |
|  | 2º               | Pinheiros        |                  |            |    |            |            |            |  |  |       |       |       |  |
|  | 7º               | Botafogo         | 79               |            |    |            |            |            |  |  |       |       |       |  |

### Final
| 29 de dezembro 14:00 | Relatório | Franca                                                     | 75–79 | Flamengo                                                     |  | Ginásio Pedrocão, Franca, SP Público: Árbitro 1: Cristiano Jesus Maranho Árbitro 2: Fabiano Huber Árbitro 3: Bruno da Costa Oliveira |  |
| 29 de dezembro 14:00 | Relatório | Placar por quarto: 22-25, 5-15, 24-22, 24-17               |       |                                                              |  | Ginásio Pedrocão, Franca, SP Público: Árbitro 1: Cristiano Jesus Maranho Árbitro 2: Fabiano Huber Árbitro 3: Bruno da Costa Oliveira |  |
| 29 de dezembro 14:00 | Relatório | Pts: Rafael Hettsheimeir 17 Rbts: Alexey 12 Asts: Alexey 9 |       | Pts: Franco Balbi 20 Rbts: Marquinhos 7 Asts: Franco Balbi 4 |  | Ginásio Pedrocão, Franca, SP Público: Árbitro 1: Cristiano Jesus Maranho Árbitro 2: Fabiano Huber Árbitro 3: Bruno da Costa Oliveira |  |

| Franca | Flamengo |

## Premiação
| Copa Super 8 de 2018         |
| ---------------------------- |
| Flamengo Campeão (1° título) |